# APOL6
APOL6‏ (Apolipoprotein L6) هوَ بروتين يُشَفر بواسطة جين APOL6 في الإنسان.